# NIPPONアイドル探偵団
『NIPPONアイドル探偵団』（にっぽんアイドルたんていだん）は、1988年から2004年まで、年に1回発行されていた日本の女性アイドル名鑑である。ランキング形式を採っていた。 出版社は宝島社（創刊から1993年版までは旧社名であるJICC出版局）。1988年版から1991年版は図書扱い、1992年版以降は雑誌扱いとなった。タイトルは1988年版から2003年版まで『NIPPONアイドル探偵団』だったが、2004年版は1980年代以降に生まれた女性を対象にした『NIPPONアイドル探偵団フレッシュ』となった。この2004年版を最後に、書籍としては発行されていない。

## 概要
雑誌『すッぴん』などで毎月連載されていた『アイドル探偵団』の年鑑バージョンで、アイドル評論家の北川昌弘を代表とするT.P.ランキング編集部が選んだ、データを元にした「T.P.ランキング」と呼称する独自のランキングとなっている。またランキング以外にも、著名人によるエッセイや、編集部による各種コラムも掲載されている。1997年1月からインターネット版（http://www.macnet.or.jp/co/ok21/）も開始され、2002年からは「あいどる探偵団」の名前で携帯電話向けのサイトを公開、2004年からは「アイドル探偵団WEB」（http://itan.jp）が公開された。
ここで扱っているアイドルというのは、歌手・女優・タレント・グラビアアイドル・スポーツ選手・アナウンサーなど様々なジャンル、メディアで活躍している女性を含む。1980年代まではアイドルといえば普通はアイドル歌手を意味していたが、80年代後半には「ザ・トップテン」「ザ・ベストテン」などの歌番組が終了、女性ソロアイドルの活躍の場はテレビCMがメインとなっていく。そういった時代のなかでメディアに露出している女性全般をランキングして掲載していたことで、一つの権威として扱われた。1991年にはフジテレビの深夜番組「TV PLUS 60」の枠で、テレビ版『NIPPONアイドル探偵団』が放映された。

## ランキング歴代1位
- 第1回 1988年 南野陽子
- 第2回 1989年 宮沢りえ
- 1990年なし
- 第3回 1991年 鈴木保奈美
- 第4回 1992年 和久井映見
- 第5回 1993年 牧瀬里穂
- 第6回 1994年 内田有紀
- 第7回 1995年 常盤貴子
- 第8回 1996年 ともさかりえ
- 第9回 1997年 菅野美穂
- 第10回 1998年 広末涼子
- 第11回 1999年 榎本加奈子
- 第12回 2000年 中谷美紀
- 第13回 2001年 深田恭子
- 第14回 2002年 池脇千鶴
- 第15回 2003年 仲間由紀恵
- 第16回 2004年 柴咲コウ

## ランキング各年上位
| 年代                               | 各年                                                                           |
| ---------------------------------- | ------------------------------------------------------------------------------ |
| 1980年代                           | 1988年 - 1989年                                                                |
| 1990年代                           | 1991年 - 1992年 - 1993年 - 1994年 - 1995年 - 1996年 - 1997年 - 1998年 - 1999年 |
| 2000年代                           | 2000年 - 2001年 - 2002年 - 2003年 - 2004年                                     |
| 10年間総合ランキング（1998年発表） |                                                                                |

### 1988年
1. 南野陽子
2. 工藤静香
3. 中山美穂
4. 浅香唯
5. 斉藤由貴
6. 小川範子
7. 後藤久美子
8. 宮沢りえ
9. 石田ひかり
10. 富田靖子

### 1989年
1. 宮沢りえ
2. 中山美穂
3. 工藤静香
4. 浅香唯
5. 小川範子
6. 斉藤由貴
7. 南野陽子
8. 浅野温子
9. 小泉今日子
10. 渡辺満里奈

### 1991年
1. 鈴木保奈美
2. 宮沢りえ
3. 中山美穂
4. 斉藤由貴
5. 小泉今日子
6. 小川範子
7. 渡辺満里奈
8. 石田ひかり
9. 浅野ゆう子
10. 浅野温子

### 1992年
1. 和久井映見
2. 牧瀬里穂
3. 中山美穂
4. 石田ひかり
5. 小泉今日子
6. 観月ありさ
7. 一色紗英
8. 西田ひかる
9. 森高千里
10. 鈴木保奈美

### 1993年
1. 牧瀬里穂
2. 一色紗英
3. 石田ひかり
4. 中山美穂
5. 和久井映見
6. 細川ふみえ
7. 石田ゆり子
8. 高橋由美子
9. 宮沢りえ
10. 安田成美

### 1994年
1. 内田有紀
2. 石田ひかり
3. 坂井真紀
4. 裕木奈江
5. 観月ありさ
6. 一色紗英
7. 和久井映見
8. 細川ふみえ
9. 安達祐実
10. 高橋由美子

### 1995年
1. 常盤貴子
2. 内田有紀
3. 和久井映見
4. 鈴木杏樹
5. 瀬戸朝香
6. 葉月里緒菜
7. 桜井幸子
8. ともさかりえ
9. 観月ありさ
10. 安達祐実

### 1996年
1. ともさかりえ
2. 常盤貴子
3. 雛形あきこ
4. 内田有紀
5. 安達祐実
6. 和久井映見
7. 菅野美穂
8. 瀬戸朝香
9. 桜井幸子
10. 飯島直子

### 1997年
1. 菅野美穂
2. 常盤貴子
3. 広末涼子
4. ともさかりえ
5. 安室奈美恵
6. 酒井美紀
7. 榎本加奈子
8. 飯島直子
9. 内田有紀
10. 雛形あきこ

### 1998年
1. 広末涼子
2. 松たか子
3. 奥菜恵
4. 榎本加奈子
5. 酒井美紀
6. 松本恵
7. ともさかりえ
8. 遠藤久美子
9. 佐藤藍子
10. 木村佳乃

### 1999年
1. 榎本加奈子
2. 広末涼子
3. 松本恵
4. 奥菜恵
5. 深田恭子
6. 木村佳乃
7. 稲森いずみ
8. 中谷美紀
9. 藤原紀香
10. 松嶋菜々子

### 2000年
1. 中谷美紀
2. 深田恭子
3. 加藤あい
4. 松嶋菜々子
5. 藤原紀香
6. 鈴木あみ
7. 本上まなみ
8. 田中麗奈
9. 優香
10. 菅野美穂

### 2001年
1. 深田恭子
2. 加藤あい
3. 松嶋菜々子
4. 中谷美紀
5. 内山理名
6. 優香
7. 田中麗奈
8. 後藤真希
9. 鈴木あみ
10. 竹内結子

### 2002年
1. 池脇千鶴
2. 内山理名
3. 加藤あい
4. 竹内結子
5. 深田恭子
6. 鈴木杏
7. 田中麗奈
8. 星野真里
9. 仲間由紀恵
10. 米倉涼子

### 2003年
1. 仲間由紀恵
2. 竹内結子
3. 深田恭子
4. 上戸彩
5. 矢田亜希子
6. 鈴木杏
7. 松浦亜弥
8. 伊東美咲
9. 宮崎あおい
10. 菊川怜

### 2004年
（フレッシュ版／総合版）
1. 柴咲コウ／柴咲コウ
2. 上戸彩／矢田亜希子
3. 石原さとみ／上戸彩
4. 宮崎あおい／仲間由紀恵
5. ミムラ／竹内結子
6. 松浦亜弥／深田恭子
7. 長澤まさみ／石原さとみ
8. 加藤夏希／宮崎あおい
9. 吹石一恵／小雪
10. 市川由衣／釈由美子

### 10年間総合ランキング
1. 中山美穂
2. 石田ゆり子
3. 小泉今日子
4. 西田ひかる
5. 酒井法子
6. 石田ひかり
7. 田中美佐子
8. 鈴木保奈美
9. 渡辺満里奈
10. 山口智子
11. 後藤久美子

## 書誌情報
- 『NIPPONアイドル探偵団 '88アイドル1000人データ・ブック』T.P.ランキング編、JICC出版局、1988年10月
- 『NIPPONアイドル探偵団'89 最新アイドル1000人データ・ブック』T.P.ランキング編、JICC出版局、1989年8月
- 『NIPPONアイドル探偵団'91 最新アイドル1001人データ・ブック』T.P.ランキング編、JICC出版局、1991年3月
- 『NIPPONアイドル探偵団'92 最新アイドル1001人データ・ブック』北川昌弘+T.P.ランキング編著、JICC出版局、1992年1月
- 『NIPPONアイドル探偵団'93 最新アイドル1001人データ・ブック』北川昌弘+T.P.ランキング編著、JICC出版局、1993年2月
- 『NIPPONアイドル探偵団'94 最新アイドル1001人データ・ブック』北川昌弘+T.P.ランキング編著、JICC出版局、1994年1月
- 『NIPPONアイドル探偵団'95 最新アイドル1001人データ・ブック』北川昌弘+T.P.ランキング編著、宝島社、1995年1月
- 『NIPPONアイドル探偵団'96 最新アイドル1111人データ・ブック』北川昌弘+T.P.ランキング編著、宝島社、1996年1月
- 『NIPPONアイドル探偵団'97 最新アイドル1111人データ・ブック』北川昌弘+T.P.ランキング編著、宝島社、1997年1月
- 『NIPPONアイドル探偵団'98 最新アイドル1234人データ・ブック』北川昌弘+T.P.ランキング編著、宝島社、1998年1月
- 『NIPPONアイドル探偵団10年読本』北川昌弘+T.P.ランキング編著、宝島社、1998年9月
- 『NIPPONアイドル探偵団'99 最新アイドル1234人データ・ブック』北川昌弘+T.P.ランキング編著、宝島社、1999年1月
- 『NIPPONアイドル探偵団2000 最新アイドル1500人データ・ブック』北川昌弘+T.P.ランキング編著、宝島社、2000年1月
- 『NIPPONアイドル探偵団2001 最新アイドル2001人データ・ブック』北川昌弘+T.P.ランキング編著、宝島社、2001年1月
- 『NIPPONアイドル探偵団2002 最新アイドル2002人データ・ブック』北川昌弘+T.P.M編著、宝島社、2002年1月
- 『NIPPONアイドル探偵団2003 最新アイドル2003人データ・ブック』北川昌弘+T.P.M編著、宝島社、2003年2月
- 『NIPPONアイドル探偵団フレッシュ 最新アイドル200人データ・ブック'04』北川昌弘+T.P.M編著、宝島社、2004年4月

## ビデオ版
発行・発売はすべてJICC出版局。記録媒体はVHSカセットテープ。
- 『NIPPONアイドル探偵団 vol.1』1989年5月 ISBN 978-4880635491
- 『NIPPONアイドル探偵団 vol.2』1989年7月 ISBN 978-4880635873
- 『NIPPONアイドル探偵団 vol.3』1989年8月 ISBN 978-4880636122
- 『NIPPONアイドル探偵団 vol.4』1989年9月 ISBN 978-4880636559
- 『NIPPONアイドル探偵団 vol.5』1989年10月 ISBN 978-4880636955
- 『NIPPONアイドル探偵団 vol.6』1989年11月 ISBN 978-4880637235
- 『NIPPONアイドル探偵団 vol.7』1989年12月 ISBN 978-4880637709
- 『NIPPONアイドル探偵団 vol.8』1990年1月 ISBN 978-4880637877